# David Eshleman
David Ross Eshleman (* 20. Februar 1947 in  Fontana; † Mai 2021) war ein US-amerikanischer Lokalpolitiker sowie Rennfahrer.

## Politik
Eshleman wurde 1990 in den Stadtrat seiner Heimatstadt Fontana in Kalifornien gewählt. 1994 gewann er die Bürgermeisterwahl, dabei reichten ihm 34 % der Stimmen ums sich gegen drei starke Mitbewerber durchzusetzen. Eshleman wurde Nachfolger von William Kragness, der nicht mehr angetreten war. Ende 1998 wurde Eshleman mit deutlicher Mehrheit wiedergewählt. Anfang 2000 bewarb sich der Demokrat um den kalifornischen Senatssitz von Joe Baca, der im vorangegangenen November in das US-Repräsentantenhaus gewählt worden war. Eshleman erreichte jedoch nur 12 % der Stimmen, in den Senat zog seine Parteigenossin Nell Soto ein. Auch die Bürgermeisterwahl Ende 2002 verlor er, Nachfolger wurde Mark Nuaimi, der acht Jahre noch zuvor Eshleman unterlegen war.
Während David Eshlemans Regierung wurde 1997 der Auto Club Speedway auf dem Gelände des ehemaligen Kaiser-Stahlwerks bei Fontana eröffnet. Eshlemans Kontakte zu bedeutenden Personen der Motorsportszene wie Roger Penske waren hilfreich für die Umsetzung des Projekts.

## Rennsport
David Eshlemans Begeisterung für den Motorsport – insbesondere Stockcars – begann 1968, als er sich am Chaffey Community College in Rancho Cucamonga an einem Rennwagen-Projekt beteiligte. 1971 fuhr Eshleman am Ontario Motor Speedway sein erstes Rennen. Im folgenden Jahrzehnt gewann er verschiedene regionale Meisterschaften des Sports Car Club of America (SCCA) sowohl im Tourenwagen als auch im Formelsport. Nachdem in den 1980ern der Ontario Speedway und die Rennstrecke in Riverside geschlossen wurden, beendete Eshleman seine Rennkarriere vorläufig und wandte sich der Politik zu.
Wieder zum Rennsport fand David Eshleman nach der verlorenen Bürgermeisterwahl 2002. Bis 2009 startete er bei diversen regionalen Rennen und führte mit seinen Söhnen ein eigenes kleines Team. 2004 nahm Eshleman an einem NASCAR-Nationwide-Rennen teil. Am Nashville Superspeedway belegte er im Klassement Rang 40 unter 43 Teilnehmern.